# Cymbals
Cymbals var ett japanskt popband mellan åren 1997 och 2003. Cymbals gav ut fem album och åtta singlar med musik tydligt influerad av 60-talspop och jazz.

## Medlemmar
- Asako Toki (sång)
- Reiji Okii (bas/gitarr)
- Hiroyasu Yano (trummor)

Toki är numera soloartist, Okii producent och Yano musiker/producent.